# Lake Rotomanu
Der Lake Rotomanu ist ein See im New Plymouth District der Region Taranaki auf der Nordinsel von Neuseeland.

## Geographie
Der Lake Rotomanu befindet sich rund 3 km ostnordöstlich des Stadtzentrums von New Plymouth und rund 800 m ostsüdöstlich der Mündung des Waiwhakaiho River in die Tasmansee. Der See umfasst eine Fläche von 10,7 Hektar und erstreckt sich über eine Länge von rund 435 m in Nordnordwest-Südsüdost-Richtung. An seiner breitesten Stelle misst der See, der über eine Uferlinie von rund 1,46 km verfügt, 375 m in Westsüdwest-Ostnordost-Richtung.
An seinem südlichen Ende besitzt der Lake Rotomanu einen Zugang zum Waiwhakaiho River. Ein Zufluss ist hier zu vermuten, da am nördlichen Ende des Sees offensichtlich ein Abfluss über zwei kleinere Seen in Richtung Waiwhakaiho River existiert (siehe Karte Infobox).
DasLand Air Water Aotearoa gibt für den See ein Wassereinzugsgebiet von 2,54 km² an.